# 尖突黄堇
尖突黄堇（学名：Corydalis mucronifera）为罂粟科紫堇属下的一个种。

## 扩展阅读
- 維基物種上的相關：尖突黄堇